# SO 女
「SO 女」是韓國的女子組合Rainbow的第2枚迷你專輯。於2011年4月7日發行。唱片公司為DSP Media。名稱「SO女」是韓文「少女」的意思。

## 概要
- 「SO 女」是Rainbow的第2枚迷你專輯，與上一張迷你專輯「Gossip Girl」相距約1年4個月[1]。唱片造型以「花與植物」為主題，在歌迷間亦被稱為「花美女畫報」。[2]。

- 由日本作曲人DAISHI DANCE作曲的作品「To Me (내게로..)」為此專輯的主打曲目[3]，並於2011年4月7日公開官方MV[4]，以「黑天鵝舞」為標誌舞蹈。佑麗的芭蕾獨舞部份是由她本人編訂。專輯發表後迴響不俗，Mnet實時榜緊接BigBang排名第三，在Melon、Soribada、Bugs也排進前五名。官方MV發佈後，上午的即時榜單中更曾到達1位、2位的程度。在宣傳活動未開始的情況下，成績相當耀眼[5]。

- 收錄第1張單曲「A」和第2張單曲「Mach」。

## 收錄內容
1. So Cool
2. To Me (내게로..)
2nd迷你專輯「SO 女」主打曲目
3. 我不需要任何人（너뿐이라고）
4. Mach
2nd單曲
5. A
1st單曲
6. To Me (내게로..) (Instrumental)

## Repackage
「SO 女 (Repackage)」是韓國的女子組合Rainbow的第3枚迷你專輯。於2011年6月22日發行。唱片公司為DSP Media。

### 概要
- 「SO 女 (Repackage)」是Rainbow的第2枚迷你專輯的Repackage版本，此專輯通算為第3枚迷你專輯。
- 「Sweet Dream」為此專輯的主打曲目，由日本人氣作曲家兼DJ的Daishi Dance與AIP、朴世賢作曲家一同參與制作的流行舞曲。於10月22日發佈音源，以「蜻蜓舞」為標誌舞蹈。歌曲MV特別應用特殊效果裝備「MCC」(motion control camara)，以即使更換背景亦能與人物自然合成畫面的特性，創造多種畫面特效。[6]。

### 收錄內容
1. Sweet Dream
3rd迷你專輯「SO 女 (Repackage)」主打曲目
2. Kiss (Acoustic Ver.)
3. To Me (내게로..)
2nd迷你專輯「SO 女」主打曲目
4. To Me (내게로..)（Club Ver.）
5. Sweet Dream (Instrumental)